# ポンティニー
ポンティニー （Pontigny）は、フランス、ブルゴーニュ＝フランシュ＝コンテ地域圏、ヨンヌ県のコミューン。

## 歴史
晴朗なポンティニーは、7つの封建的荘園（オセール伯領、トネール伯領、シャンパーニュ伯領、オセール司教領、サンス司教領、ラングル司教領、そしてポンティニー修道院領）が交差する場所だった。
最初の入植は1114年に遡る。修道院をつくるため、ヴェヌーズ教区に含まれるセラン川の岸を人が住めるようにしたのはシトー会修道士たちだった（ポンティニーとは川の上につくられた橋の名である）。イングランド王ジョン欠地王に対して反乱を起こしたイングランド貴族らがマグナ・カルタを起草したという伝説が、この修道院に伝わっている。
1240年以降、多くの巡礼者たちが、ポンティニー修道院に埋葬された聖エドム（英語名:聖エドマンド・リッチ。カンタベリー大司教）の聖遺物に巡礼するようになった。1285年以降、修道院を取り巻く壁沿いに木造の住宅が並んだ。これがポンティニーに移住した最初の在俗者らの居住区であった。
諸侯たちや高位聖職者たちの間で紛争が起きると、戦うか破門するかでなく、交渉のため他方に赴くことが認められなかった。ポンティニーの橋のアーチ中央部をそれぞれが自分たちの家とみなしたので、協定を結ぶ際や署名のたびごとに集まった。こうした重要な機会にはセラン川の中心部にテーブルが設置され、3人の伯爵たち、司教たち、そして修道院長が自分たちの地域の仕事を正餐の場に持ち込み解決していた。
1549年、地元では質の良い粘土がとれ、タイルおよびテラコッタタイルが製造されていた。製粉所で水力が生み出された（1746年当時は縮充機）。
フランス革命時代、ポンティニーからヴェヌーズ集落が分離してコミューンとなった。ポンティニー修道院は閉鎖され、修道士たちは追放された。建物は廃止され、住民たちによって住宅資材に使われた。教会は破壊を逃れて教区教会にされた。1848年から1903年まで、ジャン・バティスト・ミュアール神父が設立したサンテドム会の修道士たちが、修道院の遺構とその土地を所有していた。

## 人口統計
| 1962年 | 1968年 | 1975年 | 1982年 | 1990年 | 1999年 | 2006年 |
| ------ | ------ | ------ | ------ | ------ | ------ | ------ |
| 677    | 668    | 684    | 727    | 737    | 748    | 757    |

参照元:1962年から1999年まで、人口の2倍カウントなし。1962年までEHESS、1968年以降INSEE

## 史跡

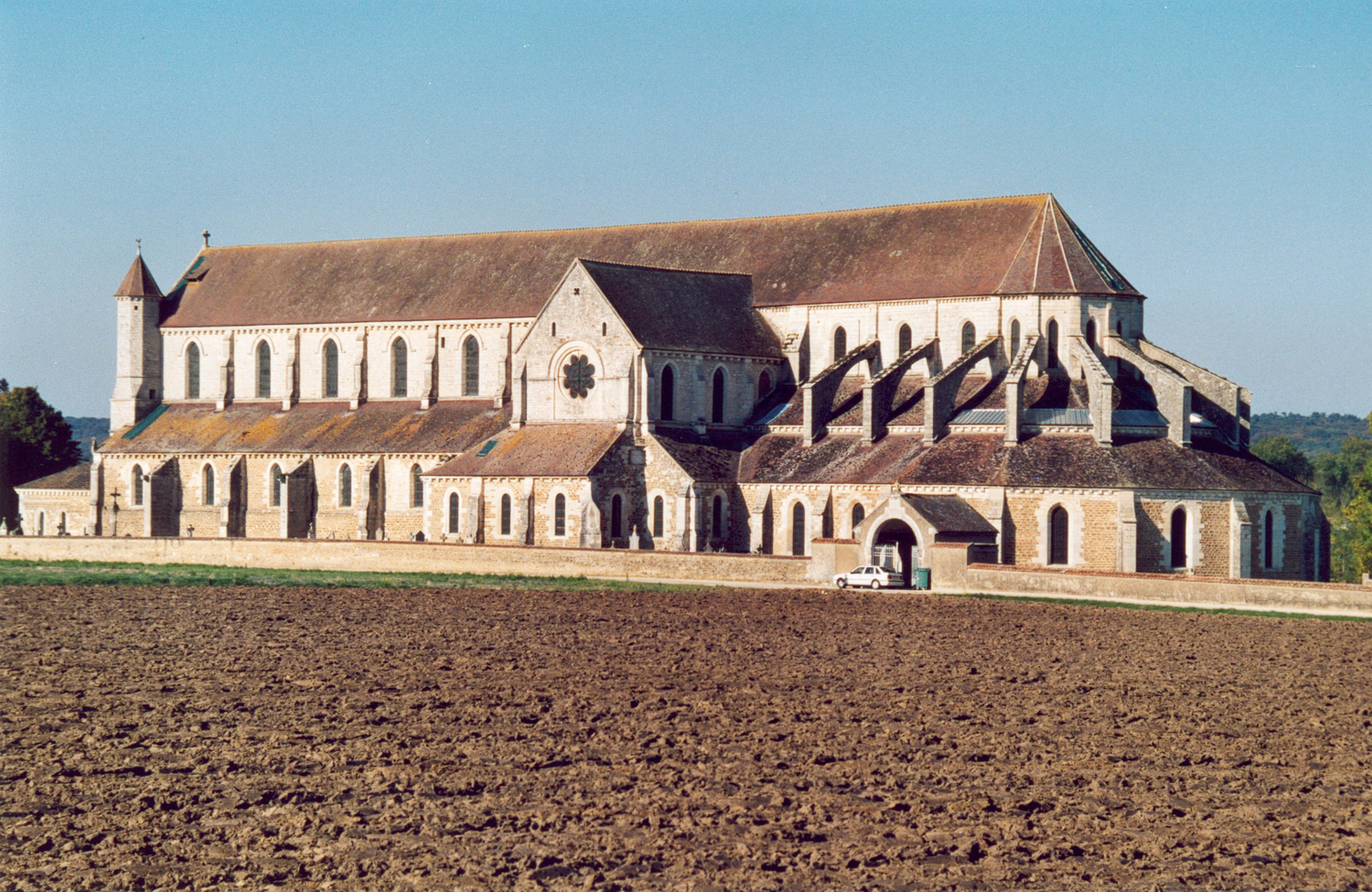
ポンティニー修道院付属教会

20世紀初頭、村の面積の一部をポンティニー修道院が占めていた。ここで知識人の重要な会合である「ポンティニー旬日懇話会」（fr、ポール・デジャルダン創設）が行われた。「ポンティニー旬日懇話会」とはその名のとおり、毎年夏の10日間、異なる背景を持つ知識人らが、政教分離法成立（1905年）後にデジャルダンが購入したポンティニー修道院に集って議論を交わした会合である。ガストン・バシュラール、シャルル・デュ・ボ、アンドレ・ジイド、アレクサンドル・コイレ、アンドレ・マルロー、ガブリエル・マルセル、ロジェ・マルタン・デュ・ガール、ロバート・オッペンハイマー、レイモン・アロン、ジャン・ポール・サルトル、ポール・ヴァレリー、H・G・ウェルズ、ウラジミール・ジャンケレヴィッチらがポンティニーを訪れた。デジャルダンがこの着想を得たのは、ポール・ロワイヤル修道院からであった。この企画は、デジャルダンの没後、ノルマンディー地方のスリジー＝ラ＝サル国際文化センターで行われる国際シンポジウムに受け継がれた。